# Yūryaku
L'empereur Yūryaku (雄略天皇, Yūryaku Tennō, de son nom personnel Ō-Hatsuse Wakatake no Mikoto) est le vingt-et-unième empereur du Japon, selon l'ordre traditionnel de la succession. Aucune date ferme ne peut être assignée pour son règne : la tradition lui attribue cependant des dates de vie de 418 ou 428 à 479 et situe son règne de 457 à 479.

## Biographie
Selon le Kojiki et le Nihon shoki, Yūryaku est nommé prince Ō-Hatsuse Wakatake à sa naissance. Des épées retirées de certains kofun indiquent que son nom était en fait Waka Takeru (Ōkimi), Yūryaku étant un nom posthume. Cinquième et plus jeune fils de l'empereur Ingyō, il lutte avec succès contre ses frères après la mort de leur frère aîné l'empereur Ankō. À l'époque où il a vécu, le titre de l'empereur n'était vraisemblablement pas Tennō, mais Ōkimi et/ou Sumeramikoto (治天下大王, Amenoshita shiroshimesu ōkimi, ou Sumera no mikoto, « Grand roi qui règne sur tout ce qui est sous les Cieux ») et/ou roi de Yamato (ヤマト大王/大君, Yamato ōkimi, « Grand roi de Yamato »). Il a eu trois femmes, y compris son impératrice-consort Kusahahatahi, son successeur Seinei étant le fils de sa femme Kazuraki no Karahime.
Il accueille de nombreux artistes et artisans coréens, les Kikajin, fuyant l'invasion du pays par les Silla. Ces hommes apportent avec eux les techniques d'élevage du ver à soie, que Yūryaku encourage. 
On dit que Yūryaku ordonna à un homme appelé Sugaru de rassembler tous les vers à soie du Japon, mais par erreur, ce fut tous les petits enfants du Japon qu'il rassembla. Au lieu de se vexer, l'empereur éclata de rire, et lui confia la charge de leur éducation, on le surnomma depuis Chiisakobe-no-Sugaru[réf. nécessaire]. Une autre fois, son monarque ordonna à Sugaru d'attraper le dieu du tonnerre, Raiden, ce qu'il réussit deux fois[réf. nécessaire]. Enterré à Ikazuchi-no-oka (« la colline du tonnerre »), à Nara, Chiisakobe-no-Ikazuchi devint ainsi le dieu protecteur des petits enfants. 
Une anecdote relatée dans le Nihongi dit qu'un jour où cet empereur se promenait sur le mont Yamato Katsuragi avec sa suite, il tomba nez à nez sur un cortège identique au sien. Furieux, le monarque exigea de savoir à qui il avait affaire. Le chef de la troupe adverse répondit : « Je suis Hitokotonushi no kami, le dieu de Katsuragi, qui d'un seul mot proclame bons ou mauvais augures. » Livides, l'empereur et ses courtisans présentèrent leurs parures en offrandes[réf. nécessaire]. 
Yūryaku a écrit plusieurs des poèmes du Man'yōshū.
Yūryaku est identifié comme étant le roi Bu dans les écrits chinois contemporains. Ces textes indiquent que Bu commence son rôle avant 477, est reconnu comme dirigeant du Japon par les dynasties Liu Song, Qi du Sud et Liang et continue son règne jusqu'en 502. Bu envoie des messagers aux Song en 477 et 478.